# Jaleel Roberts
Pour les articles homonymes, voir Roberts.
Jaleel Roberts, né le 14 octobre 1992 à Evans, Géorgie, est un joueur américain de basket-ball. Il évolue au poste de pivot.

## Biographie

### Carrière universitaire
Il passe ses quatre années universitaires à l'Université de Caroline du Nord à Asheville où il joue pour les Bulldogs (en) entre 2011 et 2015.

### Carrière professionnelle
Le 25 juin 2015, lors de la draft 2015 de la NBA, automatiquement éligible, il n'est pas sélectionné. En juillet, il participe à la NBA Summer League 2015 avec les Wizards de Washington. Le 24 septembre 2015, il signe un contrat non garanti avec les Wizards de Washington pour participer au camp d'entraîner. Le 24 octobre 2015, les Wizards libèrent Roberts après avoir disputé trois matches de pré-saison.
Le 7 mars 2016, Roberts signe au Brisbane Spartans pour la saison 2016 SEABL. Le 1er avril, lors du match d'ouverture de la saison contre les Geelong Supercarts, Roberts ne marque aucun point. Le lendemain, il marque 12 points lors de la défaite des siens 91 à 65 chez les Kilsyth Cobras. Il quitte l'équipe en juin 2016 pour participer à la NBA Summer League 2016 avec les Wizards. En 13 matches avec les Spartans, Roberts a des moyennes de 8,5 points, 6 rebonds et 1 contre par match.
Le 22 septembre 2016, il signe aux Bucks de Milwaukee pour participer au camp d'entraînement et tenter de faire partie des quinze joueurs retenus au début de la saison NBA 2016-2017.

## Statistiques

### Universitaires
Les statistiques en matchs universitaires de Jaleel Roberts sont les suivantes :
| Saison    | Équipe             | Matchs | Titul. | Min./m | % Tir | % 3pts | % LF | Rbds/m. | Pass/m. | Int/m. | Ctr/m. | Pts/m. |
| --------- | ------------------ | ------ | ------ | ------ | ----- | ------ | ---- | ------- | ------- | ------ | ------ | ------ |
| 2011-2012 | UNC Asheville (en) | 17     | 0      | 5,0    | 73,7  | 0,0    | 50,0 | 1,24    | 0,18    | 0,18   | 0,53   | 1,76   |
| 2012-2013 | UNC Asheville      | 12     | 0      | 4,7    | 45,5  | 0,0    | 63,6 | 1,25    | 0,00    | 0,08   | 0,33   | 1,42   |
| 2013-2014 | UNC Asheville      | 31     | 3      | 12,5   | 50,0  | 0,0    | 69,4 | 3,19    | 0,29    | 0,10   | 1,23   | 3,74   |
| 2014-2015 | UNC Asheville      | 30     | 2      | 19,3   | 61,4  | 0,0    | 61,1 | 5,03    | 0,40    | 0,27   | 2,60   | 7,00   |
| Total     |                    | 90     | 5      | 12,3   | 58,1  | 0,0    | 65,0 | 3,18    | 0,27    | 0,17   | 1,43   | 4,14   |